# Pecorari Jakab
Pecorari Jakab (Piacenza, 12. század vége – ?) praenestei püspök, bíboros.

## Élete
A 12. század második felében született Itáliában, Piacenzában. Franciaországba költözött, ahol először ciszteri szerzetes s a champagnei trois-fontanainesi kolostor apátja, majd praenestei püspök, 1231-ben pedig bíbornok lett.
1232. május 13-án Padovában – bár csak rövid időre – de ő békítette ki, II. Frigyes császárt Lombard városokkal. Majd még ez év júliusában IX. Gergely pápa is őt küldötte Magyarországra az egyház és állam közt támadt viszály rendezésére, melyet Róbert esztergomi érsek interdiktuma elmérgesített. Budára érkezve, a püspökökkel értekezletet tartott, hogy a magyar egyház anyagi érdekeit megvédelmezze. Miközben a király négy biztosával tárgyalt, országszerte zsinatokat tartott, a függő kérdések megoldása céljából: így például az erdélyi püspök és a kolozsmonostori apát pörének, a váradi püspökválasztás és a boszniai eretnekség ügyének megoldása céljából. A bosznai püspök helyett – ki a bogomílizmus terjedését nem tudta vagy nem akarta megakadályozni – a hittérítő domonkosrendiek közül nevezett ki püspököt.
1233-ban, Jolánta királyné halála után II. Andrást rábírta a szentszék és a magyar püspöki kar kívánságainak teljesítésére, nevezetesen az egyház elkobzott só- és egyéb jövedelmeinek visszaadására.
1233. augusztus 20-án pedig a beregi erdőben a király ünnepélyesen kijelentette, hogy zsidót, szerecsent vagy izmaelitát többé nem alkalmaz kamarai, pénzbeváltó, sótiszti, adószedő vagy más közhivatalokban, védve ellenük a kereszténységet. Szabályozta és biztosította egyes egyházak sójövedelmét, és kárpótlást ígért a múltban elszenvedett veszteségeikért. Kimondta, hogy nem avatkozik bele az egyháziak egyházi bíráskodásába, csak világi ügyeikben mond ítéletet. 1233. augusztus 22-én II. András király is megesküdött e pontokra híveivel együtt. Szeptember végén az ispotályosok Esztergom-Abonyi konventjében a király újból találkozott Pecorarival és a főpapok nagy részével, ismét megerősítve a beregi egyezményt és belenyugodott, hogy a bíbornok őt és tanácsosait kiközösítse abban az esetben, ha ígéreteit nem teljesítené 1234. április 23-ig. Ezt a bíbornok nyilvánosan ki is kihirdette. A bíbornok 1234. március elején távozott az országból, s megbízásából II. Andrásra nemsokára kimondta a boszniai püspök az egyházi átkot, az országra pedig a kiközösítést, ami ellen azonban a király, ezúttal Róbert érsekkel együtt, a pápához fellebbezett. Pecorari apródjai közé tartozott egy piacenzai olasz fiú, Tedaldo de Visconti is, aki később; 1271–1276 között lett X. Gergely néven római pápa.